# Montgomery Township (comté de Montgomery, Missouri)
Montgomery Township est un ancien township, situé dans le comté de Montgomery, dans le Missouri, aux États-Unis,.
Le township est fondé en 1872 et baptisé en référence à la ville de Montgomery City.

### Source de la traduction
- (en) Cet article est partiellement ou en totalité issu de l’article de Wikipédia en anglais intitulé « Montgomery Township, Montgomery County, Missouri » (voir la liste des auteurs).